# St. Georg (Höchstadt an der Aisch)

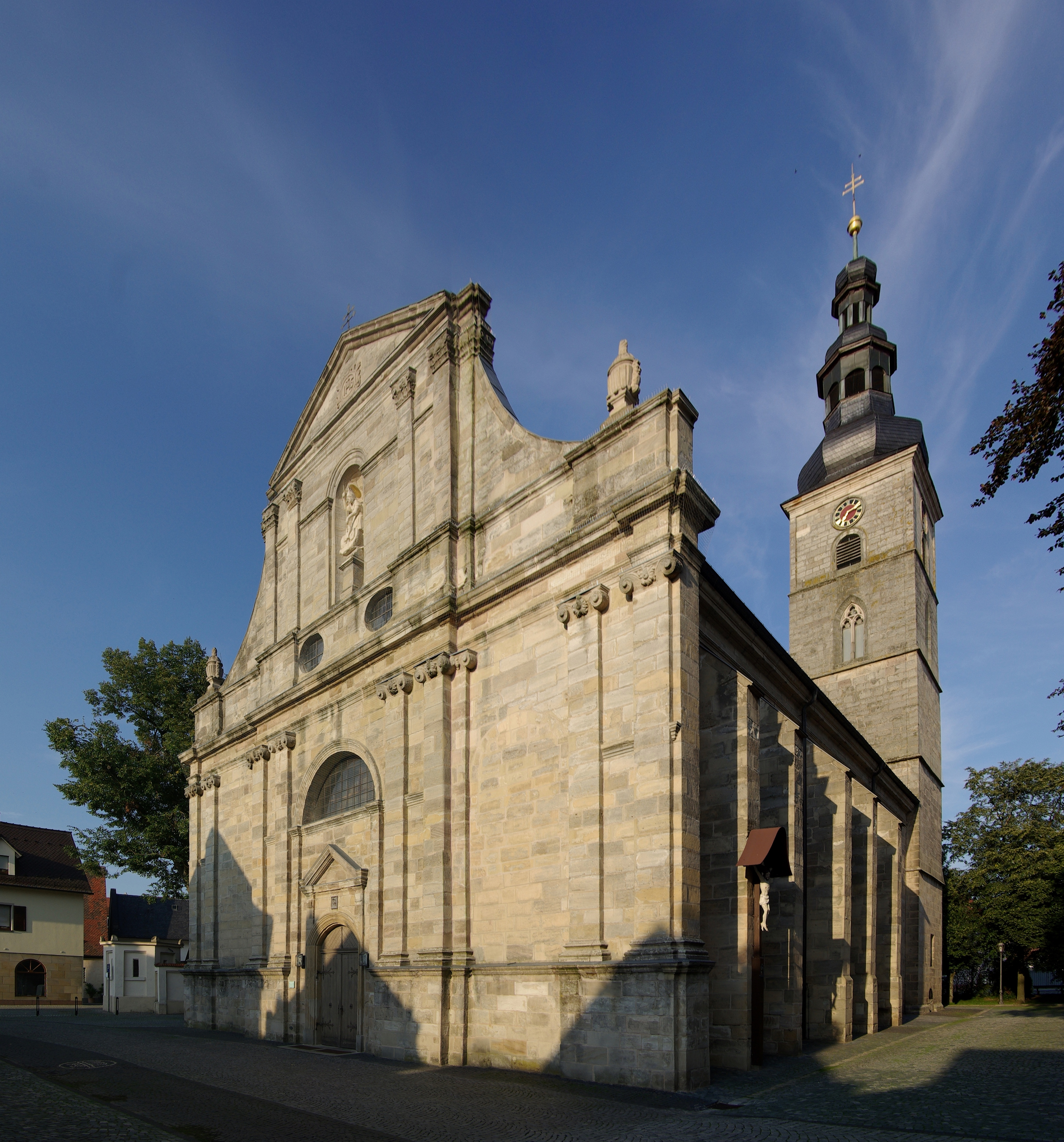
St. Georg in Höchstadt

Die römisch-katholische, denkmalgeschützte Pfarrkirche St. Georg steht in Höchstadt an der Aisch, einer Stadt im Landkreis Erlangen-Höchstadt (Mittelfranken, Bayern). Das Bauwerk ist unter der Denkmalnummer D-5-72-135-53 als Baudenkmal in der Bayerischen Denkmalliste eingetragen. Die Pfarrei gehört zum Seelsorgebereich Höchstadt im Dekanat Forchheim des Erzbistums Bamberg.

## Beschreibung

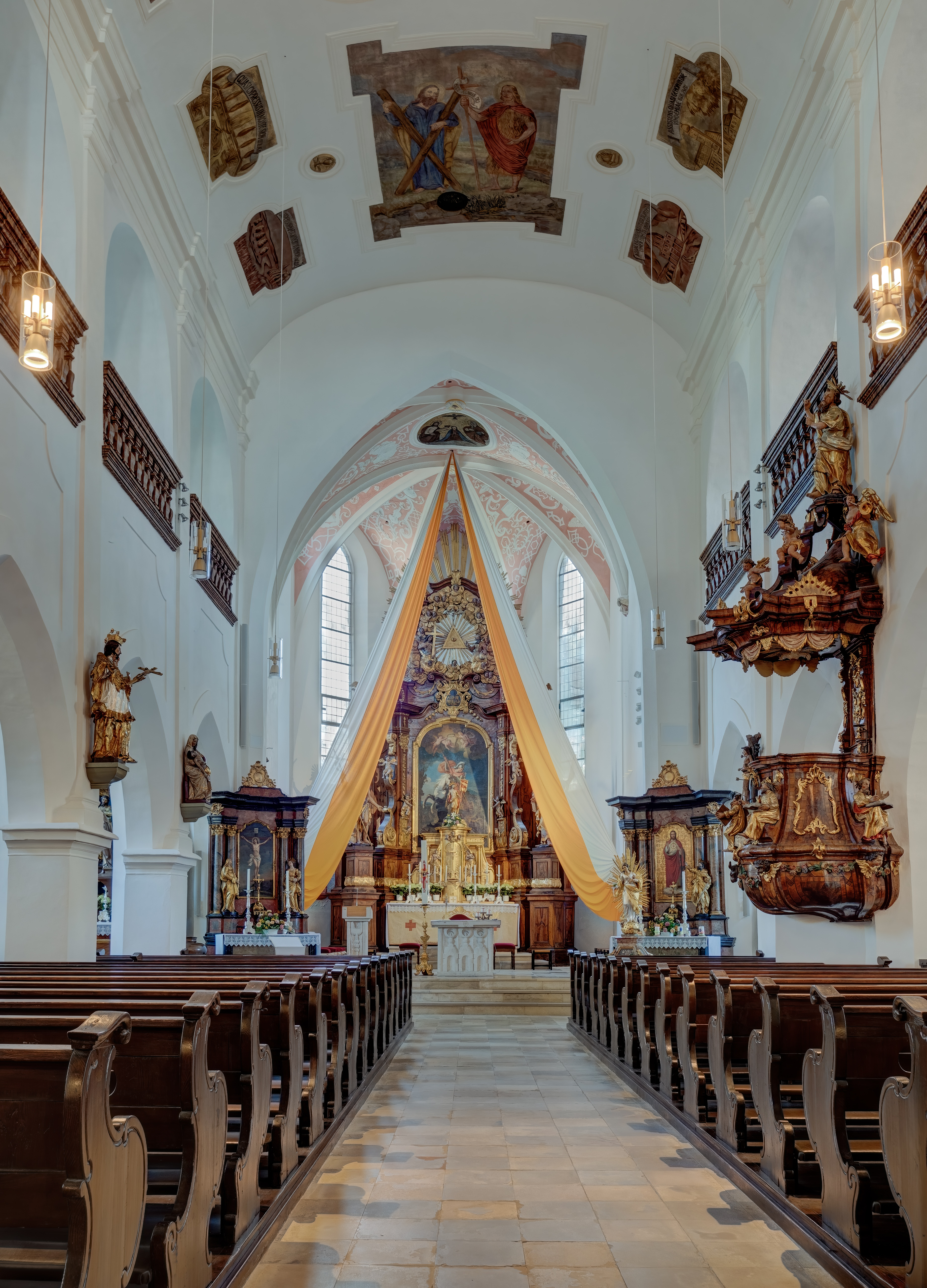
Langhaus mit Blick zum Chorraum

Die ursprüngliche dreischiffige Stufenhalle, eventuell auch Pseudobasilika stammte aus der zweiten Hälfte des 14. Jahrhunderts. Aus dieser Zeit stammen auch die unteren Geschosse des Chorflankenturms im Süden des eingezogenen, dreiseitig geschlossenen Chors. Sie wurde 1729/30 nach einem Entwurf von Anselm Franz von Ritter zu Groenesteyn zur barocken, mit Strebepfeilern gestützten Emporenhalle umgestaltet. Dabei wurde das Langhaus um ein Joch nach Westen verlängert. In den Seitenschiffen wurden Emporen eingebaut. Im Mittelschiff wurde die Flachdecke durch ein segmentbogigesTonnengewölbe ersetzt, kaum höher als die Decken über den Emporen der Seitenschiffe. Die Deckenmalereien des Langhauses wurden 1913/14 verändert. Die neue Fassade ist durch Pilaster gegliedert und mit einem Schweifgiebel bedeckt. Der Turm wurde auf fünf Geschosse aufgestockt und mit einer mehrstöckigen Welschen Haube bedeckt. Das Altarretabel des Hochaltars hat Johann Joseph Scheubel der Ältere gestaltet. Die geschnitzten Teile stammen von Johann Peter Benkert. Die Orgel mit 8 Registern im Hauptwerk, 6 im Positiv, 8 im Schwellwerk und 7 im Pedal wurde 1965 von Michael Weise gebaut.